# Sigrid Moldestad
Sigrid Terese Moldestad (Breim, 19 luglio 1972) è una cantante e violinista norvegese.

## Biografia
Sigrid Moldestad ha iniziato a cantare accompagnandosi al suo violino negli anni '90. Il suo primo grande riconoscimento critico è arrivato nel 2005, anno in cui ha vinto il suo primo premio Spellemann, il principale riconoscimento musicale norvegese, per il miglior album folk dell'anno con Gamaltnymalt. Due anni dopo ha vinto nuovamente il premio con Taus. Ha inoltre accompagnato Christine Guldbrandsen nella sua esibizione all'Eurovision Song Contest 2006, suonando il violino sul palco eurovisivo ad Atene.
Nel 2010 le è stato assegnato il premio Folkelarm all'artista folk dell'anno dall'allora Ministro della cultura Anniken Huitfeldt. Nello stesso anno ha inoltre vinto il premio alla cultura assegnato dalla contea di Sogn og Fjordane, di cui è originaria.
Sempre nel 2010 ha piazzato il suo primo album nella classifica norvegese con l'ingresso di Sandkorn alla 28ª posizione. Anche i suoi due album successivi, Himlen har sove bort mørkret (2012) e Brevet til kjærleiken (2014), sono entrati nella top forty nazionale, rispettivamente al 26º e al 12º posto.

## Discografia

### Album
- 2001 – Spindel (con Liv Merete Kroken)
- 2005 – Gamaltnymalt (con Einar Mjølsnes e Håkon Høgemo)
- 2007 – Taus
- 2010 – Sandkorn
- 2012 – Himlen har sove bort mørkret
- 2014 – Brevet til kjærleiken
- 2017 – Vere her

### Raccolte
- 2015 – Så ta mitt hjerte - Dei beste songane

### Singoli
- 2009 – Eg ser inn i augo dine
- 2012 – Ser deg tilbake
- 2015 – Vintersong
- 2017 – Det var du (Bergteken) (con Aasmund Nordstoga e Sver)
- 2017 – Eg vil vere her
- 2017 – Kanskje kjem det ein dag
- 2017 – Snø i eit andlet (con Aasmund Nordstoga e Sver)
- 2019 – Song til deg
- 2020 – Karolina